# 東山東
36°34′20.83″N 136°40′1.79″E / 36.5724528°N 136.6671639°E

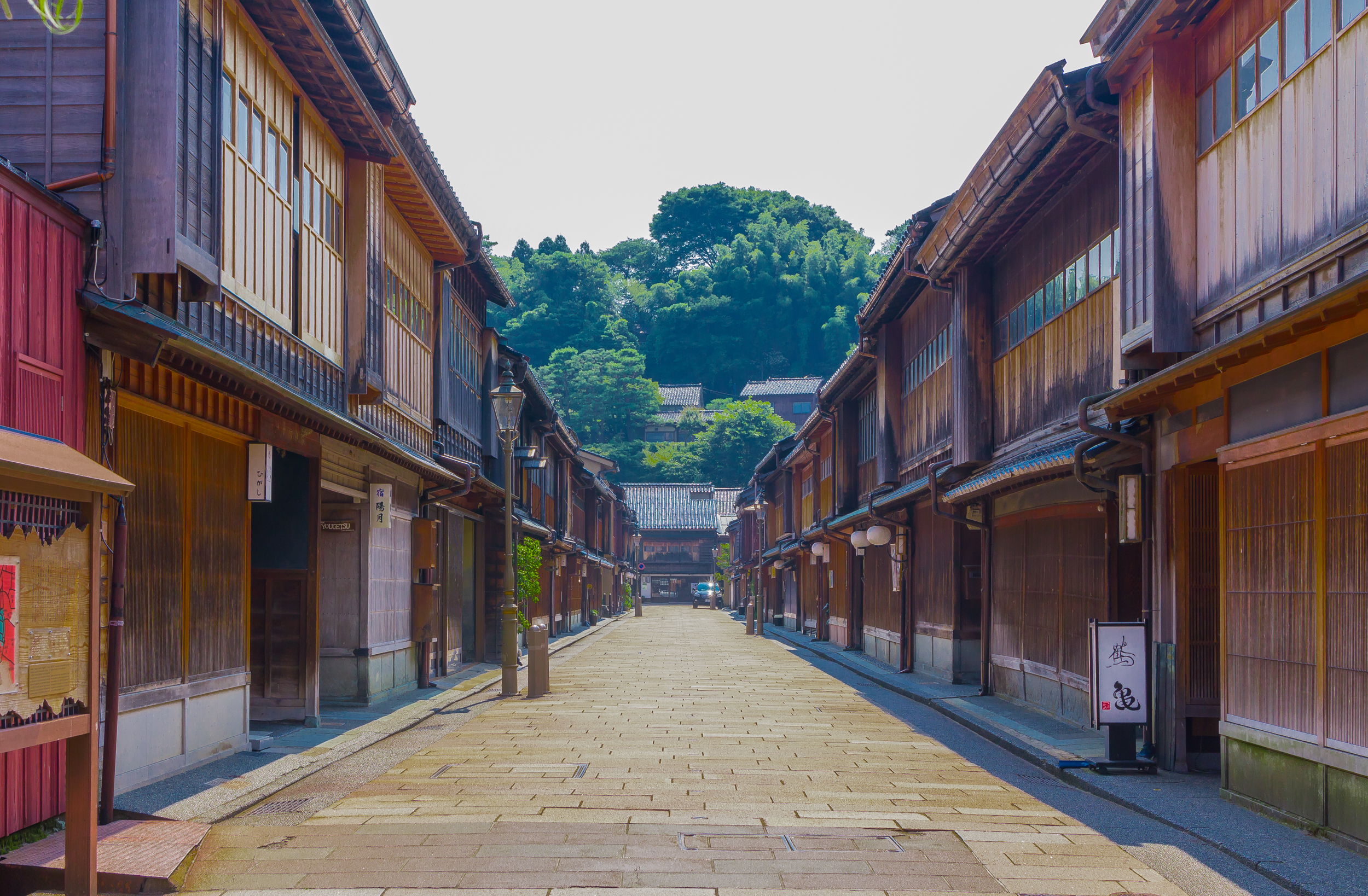
東山東

東山東（日语：／ Higashiyama-higashi）是位於日本石川縣金澤市的一個地區，也是重要傳統建築群保存地區，以東茶屋街這一名稱而著稱（日语：ひがし茶屋街）。東山東的面積約1.8公頃，南北長約130米，東西長約180米，保存地區內的140棟建築內約三分之二是傳統建築，是金澤市主要觀光地之一。

## 外部連結
- 東山ひがし重要伝統的建造物群保存地区 （页面存档备份，存于） - 金沢市
- きまっし金沢 ひがし茶屋街 （页面存档备份，存于）
- 金沢市観光協会 観光スポット情報
- 「茶屋街」どう読む？　金沢の格式守る「ちゃやがい」 （北國新聞 2010年1月18日）